# Centaurea kirikkalensis
Centaurea kirikkalensis (волошка кириккальська) — вид рослин роду волошка (Centaurea), з родини айстрових (Asteraceae).

## Біоморфологічна характеристика
Він морфологічно подібний до C. nallihanensis і C. drabifolia subsp. floccosa від яких відрізняється, головним чином, запушенням стебла та листя, формою прилистків суцвіть, характеристиками папуса.

## Середовище проживання
Centaurea kirikkalensis є місцевим ендемічним видом і відомий лише з типової місцевості — з провінції Кириккале Туреччини.